# Búnquer del Cap de Sant Corneli
El Búnquer del Cap de Sant Corneli és una obra de Conca de Dalt (Pallars Jussà) inclosa a l'Inventari del Patrimoni Arquitectònic de Catalunya.

## Descripció
Construcció arquitectònica defensiva. Es tracta d'un espai de planta quadrangular, alçat amb murs de pedra i formigó. Conserva una espitllera en un dels murs, però l'estructura es troba parcialment enderrocada.

## Història
Construït durant el temps que va estar en actiu el Frot de Pallars (Abril - Desembre 1938). Se sap que aquest concretament va pertànyer al bàndol nacional.